# 法里斯 (明尼蘇達州)
法里斯（英語：Farris）是位於美國明尼蘇達州哈伯德縣的一個非建制地區。

## 歷史
法里斯原名格雷斯蘭（Graceland），1898年改為現稱。法里斯的郵局於1887年設立，其後於1915年停運。大西北鐵路曾在此地設站。

## 地理
法里斯所處的海拔為高於海平面415米（即1362英呎），而該地所採用的時區為UTC-6，即北美中部時區（CST）。同時該地設有夏令時間，為UTC-6調快一小時，即UTC-5（CDT）。